# Craig Osborne
Craig Osborne (* 5. September 1979) ist ein englischer Poolbillardspieler.

## Karriere
2005 schied Osborne in der Vorrunde der 9-Ball-Weltmeisterschaft aus und belegte dabei den 81. Platz. 2006 erreichte er zweimal das Achtelfinale auf der Euro-Tour. Nachdem er dieses bei den Austria Open gegen den späteren Turniersieger, den Schweden Marcus Chamat mit 6:10 verloren hatte, unterlag er bei den Netherlands Open dem Deutschen Thomas Engert. Bei den Italy Open 2007 verlor er das Sechzehntelfinale gegen den Niederländer Nick van den Berg. Im gleichen Jahr schied er bei der 9-Ball-WM mit nur einem Sieg in der Vorrunde aus.
2008 erreichte Osborne dreimal das Sechzehntelfinale eines Euro-Tour-Turniers. Nachdem er dieses sowohl bei den Austrian Open, als auch bei den Swiss Open gegen Radosław Babica beziehungsweise Dimitri Jungo verlor, besiegte er bei den Costa del Sol Open den Deutschen Nicolas Ottermann mit 9:1, unterlag aber im anschließenden Achtelfinale dem Spanier Francisco Díaz-Pizarro. Bei der Great Britain 9-Ball Tour (GB9) belegte Osborne 2008 dreimal den dritten Platz.
2009 zog er bei den Italy Open erstmals in ein Euro-Tour-Halbfinale ein. Dieses verlor er jedoch gegen den späteren Sieger des Turniers, David Alcaide mit 2:9. Bei den German Open schied er im Viertelfinale gegen den Polen Michał Czarnecki aus. Bei den China Open belegte er 2009 den 33. Platz, ebenso bei der 10-Ball-WM, bei der er in der Runde der Letzten 64 seinem Landsmann Darren Appleton mit 3:9 unterlag.
Bei den French Open 2010 erreichte Osborne sein bislang einziges Euro-Tour-Finale, verlor dieses aber gegen den Niederländer Niels Feijen mit 2:9.
Bei den Italy Open unterlag er im Sechzehntelfinale dem Franzosen Stephan Cohen, bei den German Open verlor er das Achtelfinale gegen den Italiener Fabio Petroni. Bei der 9-Ball-WM schied er 2010 ebenfalls im Achtelfinale aus. Bei den Austria Open verlor er im Sechzehntelfinale gegen den Polen Konrad Piekarski.
2010 belegte Osborne bei der Great Britain 9-Ball Tour (GB9) fünfmal den fünften Platz. 2011 verlor er zweimal das Finale und erreichte einmal den dritten Platz. 2012 wurde er einmal Zweiter und einmal Fünfter. Bei den US Open kam er 2012 auf den 65. Platz.
Nachdem Osborne 2013 erneut das Finale eines GB9-Turniers verloren und dreimal den fünften Platz belegt hatte, gelang es ihm 2014 erstmals, durch einen Finalsieg gegen Karl Boyes, mit dem Midlands Classic Pro Cup ein GB9-Turnier zu gewinnen. Zudem erreichte er einmal den dritten Platz.
2010 nahm Osborne mit der zweiten britischen Mannschaft an der Team-WM teil. Nach einem 3:3 gegen Griechenland verpasste diese erst im Shout-out den Einzug ins Achtelfinale.